# Агачаульский сельсовет
Агачаулский сельсовет, официально с 2005 года Село Агачаул — административно-территориальная единица в Карабудахкентском районе Дагестана Российской Федерации.
Административный центр — село Агачаул.

## История
Агачаульский сельсовет образован декретом ВЦИК от 20.01.1921 года в составе Таркинского участка Темирханшуринского (Буйнакского) округа. Декретом Дагревкома от 22.06.1921 году передан в состав Махачкалинского района; в 1935—1950 и 1961—1963 г. в подчинении Махачкалинского горсовета; с 1950 г. вновь в составе Махачкалинского района. С 1951 г., после упразднения района, в подчинении Ленинского райсовета Махачкалы. В 1956 г. Ленинский райосовет был преобразован в Ленинский район, с 1961 года вошло в состав Буйнакского района. С 1990 года входит в состав Карабудахкентского района.

## Состав
В 1929 году в сельсовет входили:  
аул Агачаул, хутор Гиксолган, хутор Каптан, хутор Пиржан